# Joschi Walter
Josef „Joschi“ Walter (* 27. Oktober 1925 in Wien; † 16. März 1992 ebenda) war ein österreichischer Fußballspieler und Fußballfunktionär. Er war mehrere Jahrzehnte lang in Führungsfunktionen beim FK Austria Wien tätig und galt als Mister Austria.

## Spielerkarriere
Walter begann seine Fußballlaufbahn im Nachwuchs des Wiener Sport-Club, wo er im Oktober 1947 auch sein Debüt in der höchsten Spielklasse gab. Nach nur drei Einsätzen in der Läuferreihe wechselte er zum First Vienna FC. Dort blieb er jedoch ebenfalls Kaderergänzungsspieler und kam in fünf Saisonen gerade einmal zu 15 Einsätzen in der Meisterschaft, gehörte jedoch der erfolgreichen Mannschaft an, die in der Saison 1954/55 den Meistertitel holte. Die letzten Spiele seiner aktiven Laufbahn bestritt er schließlich 1955 für den 1. Simmeringer SC.

## Nationalmannschaft
Im Jahr 1952 entsandte der Österreichische Fußball-Bund eine Amateurauswahl zu den Olympischen Spielen nach Helsinki. Joschi Walter wurde vom Trainer Viktor Hierländer in diese Auswahl berufen und bestritt beide Spiele bei dem Turnier, wo die Österreicher nach einem 4:3-Sieg gegen Finnland im Viertelfinale mit 1:3 gegen Schweden ausschieden. Insgesamt kam Walter auf vier Einsätze für das Amateurnationalteam.

## Funktionärskarriere
Walter begann eine erfolgreiche Laufbahn als Autohändler und wurde 1959 als Vizepräsident in die Führungsmannschaft der Wiener Austria gewählt. Da der Präsidentenposten zu jener Zeit unbesetzt war, wurde Walter rasch zur treibenden Kraft bei den Violetten und begann den Verein nach wirtschaftlichen Grundsätzen zu strukturieren. Die Arbeit zeigte bald Früchte und der Verein holte von 1961 bis 1963 drei Meistertitel in Folge. Gleichzeitig arbeitete Walter auch einen Reformplan zur Professionalisierung des österreichischen Fußballs aus.
1963 zog er sich kurzfristig von der Austria zurück, wurde jedoch schon im März 1964 in den Fußball zurückgeholt, als er überraschend zum Nachfolger von Karl Decker als Teamchef der Nationalmannschaft bestellt wurde. Mit Béla Guttmann als Trainer betreute er die Auswahl, arbeitete daneben jedoch weiter an seinen Plänen zur Reform und Professionalisierung des österreichischen Fußballs, welche als 10-Punkte-Programm bekannt wurden. Da seine Vorstellungen von der Hauptversammlung des ÖFB jedoch nur teilweise angenommen wurden, trat Walter im Oktober 1964 von seiner Position zurück. Zwar wurden im Jahr 1965 einzelne Punkte seines Plans umgesetzt, Walter distanzierte sich jedoch von dieser Reform.
Er kehrte in die Geschäftsführung der Austria zurück, wo er mit Manfred Mautner Markhof junior einen Industriellen als Präsident und Sponsor für den Verein gewinnen konnte und 1967 als erster österreichischer Verein das Dressensponsoring einführte, als die Mannschaft für die Brauerei Schwechat Werbung machte. Nachdem eine geplante Fusion mit der Admira gescheitert war, zog sich Walter kurzzeitig zurück, war jedoch bald wieder führend tätig. Er war wesentlich an der Realisierung der Spielgemeinschaft mit der Fußballsektion des Wiener AC beteiligt und konnte 1977 die Austria Tabakwerke als Sponsor gewinnen.
Danach zog sich Walter aus der Geschäftsführung des Vereins zurück, doch schon zwei Jahre später zog er 1979 wieder in den Vorstand ein und leitete den Verein in den 1980er Jahren in wirtschaftlicher und sportlicher Hinsicht erfolgreich. 1990 wurde er schließlich zum Präsidenten gewählt, was er bis zu seinem Tod blieb. Er wurde am Hietzinger Friedhof bestattet.

## ÖFB-Länderspiele unter Teamchef Josef Walter, gemeinsam mit Béla GuttmannUngarn
Legende
- H = Heimspiel
- A = Auswärtsspiel
- grüne Hintergrundfarbe = Sieg Österreichs
- gelbe Hintergrundfarbe = Unentschieden
- rote Hintergrundfarbe = Niederlage

| Spiele | Siege | Remis | Niederlagen | Tore | TD |
| ------ | ----- | ----- | ----------- | ---- | -- |
| 5      | 3     | 1     | 1           | 6:5  | +1 |

| Nr. | Datum      | Ergebnis | Gegner      |   | Austragungsort  | Anlass | Bemerkung |
| --- | ---------- | -------- | ----------- | - | --------------- | ------ | --------- |
| 323 | 12.04.1964 | 1:1      | Niederlande | A | Amsterdam (NED) |        |           |
| 324 | 03.05.1964 | 1:0      | Ungarn      | H | Wien            |        |           |
| 325 | 14.05.1964 | 0:2      | Uruguay     | H | Wien            |        |           |
| 326 | 27.09.1964 | 3:2      | Jugoslawien | H | Wien            |        |           |
| 327 | 11.10.1964 | 1:0      | Sowjetunion | H | Wien            |        |           |